# رودلفو پارادا
رودُلفو پارادا (اسپانیایی: Rodolfo Parada‎) یک مهندس، انسان‌شناس، موسیقی‌دان، آهنگساز و خواننده اهل شیلی است.
او یکی از اعضای اصلی گروه موسیقی کیلاپایون بود و هنگامی که در سال ۱۹۶۸ میلادی به گروه پیوست، کیلاپایون شکل اصلی شش‌نفرهٔ خود را پیدا کرد. وی در سال ۱۹۸۹ میلادی از خوانندگی انصراف داد، اما به‌عنوانِ سرپرستِ هنریِ کیلاپایون، همکاری‌اش را با آنان ادامه داد.
«رودُلفو پارادا» دارای مدرک دکترای انسان‌شناسی از دانشگاه سوربن است و بابت فعالیت‌های فرهنگی خود، برندهٔ «نشان هنر و ادبیات فرانسه» شده‌است.